# Philadelphia Civic Opera Company

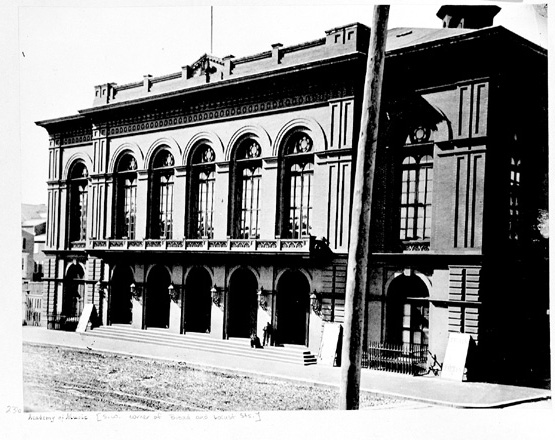
L'Accademia di Musica di Filadelfia (1870)

La Philadelphia Civic Opera Company (PCOC) è stata una compagnia d'opera americana situata a Filadelfia, in Pennsylvania, che si esibì attivamente tra il 1924 e il 1930.

## Storia
Fondata dalla socialite di Filadelfia, la signora Henry M. Tracy, la società è stata fondata in parte grazie ai fondi forniti dalla città di Filadelfia e dal suo sindaco dell'epoca, W. Freeland Kendrick. La compagnia è stata diretta dal direttore artistico Alexander Smallens. Tracy è stato il presidente dell'azienda e ha gestito il lato commerciale dell'organizzazione mentre Smallens è stato il direttore principale dell'azienda e ha preso tutte le decisioni artistiche. W. Attmore Robinson è stato successivamente chiamato ad aiutare Smallens in parte della direzione artistica. La compagnia eseguì tra le 10 e le 15 opere all'anno durante ogni stagione fino al fallimento un anno dopo il Crollo di Wall Street del 1929.

## Storia delle esecuzioni
La PCOC eseguì tutte le sue produzioni al Metropolitan Opera House di Filadelfia (MOH) fino alla primavera del 1928. La prima rappresentazione della compagnia fu La bohème di Giacomo Puccini il 6 novembre 1924 con Anna Fitziu nei panni di Mimì, Romeo Boscacci nei panni di Rodolfo, Alfredo Gondolfi nei panni di Marcello, Emily Stokes Hagar nei panni di Musetta e Smallens alla direzione. Occasionalmente la compagnia presentava opere ascoltate di rado, comprese le prime americane di Der Ring des Polykrates di Erich Wolfgang Korngold (10 febbraio 1927), El amor brujo di Manuel de Falla (17 marzo 1927), Feuersnot di Richard Strauss (2 dicembre 1927) e Ariadne auf Naxos di Strauss (1 novembre 1928). La compagnia ha però presentato principalmente opere del repertorio operistico standard.
Nell'autunno del 1928 la compagnia iniziò ad esibirsi all'Academy of Music invece che al MOH. La loro prima esibizione all'Accademia fu Aida di Giuseppe Verdi il 18 ottobre 1928 con Emily Roosevelt nel ruolo della protagonista, Paul Althouse come Radamès, Julia Claussen come Amneris, Reinhold Schmidt come il re d'Egitto, Nelson Eddy come Amonasro e Smallens alla direzione. Il PCOC continuò a esibirsi all'Accademia fino a quando problemi finanziari costrinsero la compagnia a sciogliersi nel 1930.

## Crollo della compagnia
Con l'inizio della Grande depressione, la PCOC, come molte altre organizzazioni artistiche americane, iniziò a sperimentare seri problemi finanziari. Nonostante siano stati compiuti numerosi sforzi per alleviare i problemi della compagnia, la stessa fu costretta a dichiarare bancarotta nell'aprile 1930. Un ultimo sforzo per rilanciare l'azienda è stato compiuto l'autunno successivo quando l'azienda diede la sua ultima performance, Pagliacci di Ruggero Leoncavallo, il 30 ottobre, 1930 con Aroldo Lindi come Canio, Helen Jepson come Nedda e John Charles Thomas come Tonio.
Fu osservato che una delle ragioni del suo crollo fu questa dichiarazione:

## Cantanti di spicco
- Paul Althouse
- Georges Baklanoff
- Julia Claussen
- Nelson Eddy
- Anna Fitziu
- Helen Jepson
- Aroldo Lindi
- Maybelle Marston
- George Rasely
- Marie Sundelius
- John Charles Thomas